# Municipio de Hamburg (condado de Wells)
El municipio de Hamburg (en inglés: Hamburg Township) es un municipio ubicado en el condado de Wells en el estado estadounidense de Dakota del Norte. En el año 2010 tenía una población de 39 habitantes y una densidad poblacional de 0,42 personas por km².

## Geografía
El municipio de Hamburg se encuentra ubicado en las coordenadas 47°42′0″N 99°28′47″O / 47.70000, -99.47972. Según la Oficina del Censo de los Estados Unidos, el municipio tiene una superficie total de 93.18 km², de la cual 91,29 km² corresponden a tierra firme y (2,03 %) 1,89 km² es agua.

## Demografía
Según el censo de 2010, había 39 personas residiendo en el municipio de Hamburg. La densidad de población era de 0,42 hab./km². De los 39 habitantes, el municipio de Hamburg estaba compuesto por el 100 % blancos. Del total de la población el 0 % eran hispanos o latinos de cualquier raza.